# Moon Landing
Moon Landing è il quarto album in studio del cantautore britannico James Blunt, pubblicato il 18 ottobre 2013 dall'etichetta Atlantic Records. 

## Descrizione
L'album, uscito in Italia il 22 ottobre 2013 e negli Stati Uniti il 30 ottobre successivo, è stato prodotto e mixato da Tom Rothrock (lo stesso produttore del primo album di Blunt, Back to Bedlam e del secondo, All the Lost Souls), ed è stato registrato tra Londra, New York e Los Angeles nel 2013. Esistono due versioni dell'album, una standard con 11 brani e una deluxe con 14. Il primo singolo estratto è Bonfire Heart, seguito da Heart to Heart e Postcards.

### Prima della pubblicazione
Dopo Bonfire Heart le tracce di Moon Landing non sono state pubblicate tutte lo stesso giorno, ma sono uscite in anteprima su YouTube. Il 14 agosto 2013 è uscita Miss America, brano dedicato a Whitney Houston; il 20 settembre invece è stata pubblicata Satellites, il 30 Face the Sun. Blue on Blue era uscita invece il 23 luglio 2013 come colonna sonora del promo dell'album.
Il 15 e il 16 ottobre 2013 è stato disponibile ascoltarlo interamente e gratuitamente su iTunes.

## Special Apollo Edition
Una nuova versione dell'album, dal titolo Moon Landing: Special Apollo Edition, è stata annunciata il 16 settembre 2014, con la pubblicazione del singolo When I Find Love Again, unico estratto della riedizione. La ristampa è uscita il 3 novembre 2014 e contiene cinque nuove canzoni oltre al concerto svoltosi a Paléo durante il Moon Landing Tour.

## Tracce

### Edizione standard
1. Face the Sun – 4:01 (James Blunt, Steve Robson)
2. Satellites – 3:12 (James Blunt, Claude Kelly, Steve Mac)
3. Bonfire Heart – 3:56 (James Blunt, Ryan Tedder)
4. Heart to Heart – 3:27 (James Blunt, Daniel Parker, Daniel Omelio)
5. Miss America – 3:03 (James Blunt, Wayne Hector, Steve Mac)
6. The Only One – 3:41 (James Blunt, Wayne Hector, Steve Mac)
7. Sun on Sunday – 3:14 (James Blunt, Claude Kelly, Steve Mac)
8. Bones – 2:50 (James Blunt, Wayne Hector, Steve Mac)
9. Always Hate Me – 3:36 (James Blunt, Ammar Malik)
10. Postcards – 4:45 (James Blunt, Wayne Hector, Steve Mac)
11. Blue on Blue – 3:50 (James Blunt, Steve McEwan)

### Edizione deluxe
1. Telephone – 3:22 (James Blunt, Kevin Griffin)
2. Kiss This Love Goodbye – 2:34 (James Blunt, Kevin Griffin)
3. Hollywood – 3:21 (James Blunt, Wayne Hector, Steve Robson)
4. Behind the Album (Video) – 7:12

### Moon Landing: Special Apollo Edition

#### Disco 1 (studio)
1. Smoke Signals – 3:43 (James Blunt, Danny Parker)
2. When I Find Love Again – 3:04 (Benjamin Levin, Ammar Malik, Daniel Omelio, Ross Golan, Charlotte Aitchison, Steve Mac)
3. Face the Sun – 4:01 (James Blunt, Steve Robson)
4. Satellites – 3:12 (James Blunt, Claude Kelly, Steve Mac)
5. Bonfire Heart – 3:56 (James Blunt, Ryan Tedder)
6. Heart to Heart – 3:27 (James Blunt, Daniel Parker, Daniel Omelio)
7. Miss America – 3:03 (James Blunt, Wayne Hector, Steve Mac)
8. The Only One – 3:41 (James Blunt, Wayne Hector, Steve Mac)
9. Sun on Sunday – 3:14 (James Blunt, Claude Kelly, Steve Mac)
10. Bones – 2:50 (James Blunt, Wayne Hector, Steve Mac)
11. Always Hate Me – 3:36 (James Blunt, Ammar Malik)
12. Postcards – 4:45 (James Blunt, Wayne Hector, Steve Mac)
13. Blue on Blue – 3:50 (James Blunt, Steve McEwan)
14. Telephone – 3:22 (James Blunt, Kevin Griffin)
15. Kiss This Love Goodbye – 2:34 (James Blunt, Kevin Griffin)
16. Hollywood – 3:21 (James Blunt, Wayne Hector, Steve Robson)
17. Breathe – 4:21 (James Blunt)
18. Trail of Broken Hearts – 4:26 (James Blunt, Ammar Malik, Terefe)
19. Working It Out – 4:21 (James Blunt, Wayne Hector, Steve Mac)

#### Disco 2 (live)
1. Intro / Face the Sun (Live from Paleo)
2. So Far Gone (Live from Paleo)
3. Billy (Live from Paleo)
4. Wisemen (Live from Paleo)
5. High (Live from Paleo)
6. Carry You Home (Live from Paleo)
7. Satellites (Live from Paleo)
8. These Are The Words (Live from Paleo)
9. Postcards (Live from Paleo)
10. I'll Take Everything (Live from Paleo)
11. Goodbye My Lover (Live from Paleo)
12. Coz I Love You (Live from Paleo)
13. Heart to Heart (Live from Paleo)
14. Same Mistake (Live from Paleo)
15. You're Beautiful (Live from Paleo)
16. So Long Jimmy (Live from Paleo)
17. Stay the Night (Live from Paleo)
18. Bonfire Heart (Live from Paleo)
19. 1973 (Live from Paleo)

## Classifiche

### Classifiche settimanali
| Classifica (2013-14) | Posizione massima |
| -------------------- | ----------------- |
| Australia            | 2                 |
| Austria              | 1                 |
| Belgio (Fiandre)     | 12                |
| Belgio (Vallonia)    | 5                 |
| Canada               | 2                 |
| Danimarca            | 12                |
| Finlandia            | 13                |
| Francia              | 5                 |
| Germania             | 2                 |
| Irlanda              | 5                 |
| Italia               | 7                 |
| Nuova Zelanda        | 4                 |
| Norvegia             | 12                |
| Paesi Bassi          | 6                 |
| Portogallo           | 28                |
| Polonia              | 39                |
| Regno Unito          | 2                 |
| Spagna               | 15                |
| Stati Uniti          | 20                |
| Svezia               | 9                 |
| Svizzera             | 1                 |
| Ungheria             | 1                 |

### Classifiche di fine anno
| Classifica (2013) | Posizione |
| ----------------- | --------- |
| Australia         | 25        |
| Austria           | 47        |
| Belgio (Fiandre)  | 145       |
| Belgio (Vallonia) | 56        |
| Francia           | 50        |
| Germania          | 25        |
| Nuova Zelanda     | 41        |
| Paesi Bassi       | 97        |
| Regno Unito       | 37        |
| Svizzera          | 20        |
| Ungheria          | 29        |
| Classifica (2014) | Posizione |
| Australia         | 54        |
| Austria           | 32        |
| Belgio (Fiandre)  | 176       |
| Belgio (Vallonia) | 57        |
| Francia           | 113       |
| Germania          | 29        |
| Italia            | 76        |
| Regno Unito       | 47        |
| Svezia            | 56        |
| Svizzera          | 14        |

## Date di pubblicazione

### Moon Landing - Moon Landing (Deluxe Edition)
- 18 ottobre 2013: Australia, Nuova Zelanda, Irlanda, Benelux, Germania, Svizzera, Austria, Norvegia, Finlandia
- 21 ottobre 2013: Francia, Regno Unito, Danimarca, Svezia, Portogallo, Grecia, Asia occidentale, Africa
- 22 ottobre 2013: Canada, Corea, Italia, Spagna, America Latina, sud-est Asiatico
- 23 ottobre 2013: Giappone
- 30 ottobre 2013: Stati Uniti d'America

### Moon Landing: Special Apollo Edition
- 3 novembre 2014: Australia, Nuova Zelanda, Irlanda, Benelux, Germania, Svizzera, Austria, Norvegia, Finlandia, Francia, Regno Unito, Danimarca, Svezia, Portogallo, Grecia, Asia occidentale, Africa
- 4 novembre 2014: Canada, Corea, Italia, Spagna, America Latina, sud-est Asiatico, Giappone
- 5 novembre 2014: Stati Uniti d'America